# Élections législatives françaises de 1962
Les élections législatives françaises de 1962 ont lieu les 18 et 25 novembre 1962, après la dissolution de l'Assemblée nationale le 9 octobre 1962, à la suite du vote de la censure du 4 octobre. Elles permettent l'élection des députés de la IIe législature de la Cinquième République.
L'attitude des partis face au référendum sur l'élection au suffrage universel du président de la République pèse et la vague gaulliste est forte.

## Résultats

### Au niveau national
Contrairement aux élections législatives précédentes, le PCF et la SFIO ont conclu des accords de désistement dans les circonscriptions où les candidats des deux partis pouvaient se maintenir au second tour. Il en résulte une forte progression en sièges de la gauche malgré le recul en voix des socialistes. Quant aux radicaux, ils poursuivent leur recul avec 7,79 % des voix.
Il y a 1,7 % de femmes députées.
| Parti et coalition            | Parti et coalition                             | Parti et coalition                             | Premier tour | Premier tour | Second tour | Second tour | Sièges |
| Parti et coalition            | Parti et coalition                             | Parti et coalition                             | Voix         | %            | Voix        | %           | Sièges |
| ----------------------------- | ---------------------------------------------- | ---------------------------------------------- | ------------ | ------------ | ----------- | ----------- | ------ |
|                               |                                                | Union pour la nouvelle République (UDT)        | 5 877 127    | 32,06        | 6 168 162   | 40,40       | 230    |
|                               | Républicains indépendants                      | 427 821                                        | 2,33         | 134 399      | 0,88        | 18          |        |
|                               | Mouvement républicain populaire (maj. prés.)   | 235 921                                        | 1,29         | 156 841      | 1,03        | 8           |        |
|                               | Divers droite (gaulliste)                      | 64 793                                         | 0,35         | 9 951        | 0,07        | 0           |        |
| Total Majorité présidentielle | Total Majorité présidentielle                  | 6 605 662                                      | 36,03        | 6 469 353    | 42,37       | 256         |        |
|                               | Parti communiste français                      | Parti communiste français                      | 4 010 463    | 21,87        | 3 260 827   | 21,36       | 41     |
|                               |                                                | Mouvement républicain populaire                | 1 443 838    | 7,88         | 653 267     | 4,28        | 29     |
|                               | Centre national des indépendants et paysans    | 1 341 748                                      | 7,32         | 932 591      | 6,11        | 12          |        |
| Total Centre démocratique     | Total Centre démocratique                      | 2 785 586                                      | 15,19        | 1 585 858    | 10,39       | 41          |        |
|                               | Section française de l'Internationale ouvrière | Section française de l'Internationale ouvrière | 2 279 209    | 12,43        | 2 236 742   | 14,65       | 64     |
|                               | Parti radical                                  | Parti radical                                  | 1 360 465    | 7,42         | 1 189 291   | 7,79        | 41     |
|                               | Modérés                                        | Modérés                                        | 769 419      | 4,20         | 374 728     | 2,45        | 20     |
|                               | Parti socialiste unifié                        | Parti socialiste unifié                        | 363 842      | 1,98         | 115 426     | 0,76        | 2      |
|                               | Extrême droite                                 | Extrême droite                                 | 88 326       | 0,48         | 32 304      | 0,21        | 0      |
|                               | Union et fraternité française                  | Union et fraternité française                  | 50 874       | 0,28         | 3 652       | 0,02        | 0      |
|                               | Divers                                         | Divers                                         | 13 478       | 0,07         |             |             | 0      |
|                               | Extrême gauche                                 | Extrême gauche                                 | 6 464        | 0,04         | 0           |             |        |
|                               |                                                |                                                |              |              |             |             |        |
| Inscrits                      | Inscrits                                       | Inscrits                                       | 27 540 358   | 100,00       | 22 049 268  | 100,00      | 465    |
| Abstentions                   | Abstentions                                    | Abstentions                                    | 8 622 204    | 31,31        | 6 172 351   | 27,99       |        |
| Votants                       | Votants                                        | Votants                                        | 18 918 154   | 68,69        | 15 876 917  | 72,01       |        |
| Blancs et nuls                | Blancs et nuls                                 | Blancs et nuls                                 | 584 366      | 3,09         | 608 736     | 3,83        |        |
| Exprimés                      | Exprimés                                       | Exprimés                                       | 18 333 788   | 96,91        | 15 268 181  | 96,17       |        |

### Composition de l'Assemblée
| Groupe parlementaire               | Groupe parlementaire               | Groupe parlementaire               | Députés                            | Députés                            | Députés |  |
| Groupe parlementaire               | Groupe parlementaire               | Groupe parlementaire               | Membres                            | Apparentés                         | Total   |  |
| ---------------------------------- | ---------------------------------- | ---------------------------------- | ---------------------------------- | ---------------------------------- | ------- |  |
|                                    | UNR-UDT                            | Union pour la nouvelle République  | 216                                | 17                                 | 233     |  |
|                                    | SOC                                | Socialiste                         | 64                                 | 2                                  | 66      |  |
|                                    | CD                                 | Centre démocratique                | 51                                 | 4                                  | 55      |  |
|                                    | COM                                | Communiste                         | 41                                 | 0                                  | 41      |  |
|                                    | RD                                 | Rassemblement démocratique         | 35                                 | 4                                  | 39      |  |
|                                    | RI                                 | Républicains indépendants          | 32                                 | 3                                  | 35      |  |
|                                    |                                    |                                    |                                    |                                    |         |  |
| Total de députés membre de groupes | Total de députés membre de groupes | Total de députés membre de groupes | Total de députés membre de groupes | Total de députés membre de groupes | 469     |  |
|                                    | Députés non-inscrits               | Députés non-inscrits               | Députés non-inscrits               | Députés non-inscrits               | 13      |  |
|                                    |                                    |                                    |                                    |                                    |         |  |
| Total des sièges pourvus           | Total des sièges pourvus           | Total des sièges pourvus           | Total des sièges pourvus           | Total des sièges pourvus           | 482     |  |